# Fuga di capitali
La fuga di capitali (in inglese capital flight) indica il fenomeno, in ambito economico, di fuoriuscita di capitali, denaro o attività da un determinato paese a causa di particolari eventi economici, come ad esempio un incremento delle imposte sui capitali o un grave inadempimento di uno Stato riguardo al proprio debito, che induce gli investitori ad abbassare la valutazione di determinate attività o comunque a perdere fiducia nella forza economica del paese stesso.

## Caratteristiche
La fuga di capitali può avvenire in modo legale o illegale. Nel primo caso esso viene registrato in dei libri di entità o vengono registrati dall'individuo che effettua il trasferimento e gli utili da interessi, i dividendi e le plusvalenze realizzati normalmente ritornano nel paese d'origine. Il capital flight illegale, detto anche di flussi finanziari illeciti, è destinato invece a scomparire da ogni registrazione nel paese di origine e tutto ciò che esso comporta, primo fra tutti l'utile che se ne può derivare, non viene rinviato indietro.
Tale evento si caratterizza come altamente dannoso, specialmente quando il capitale soggetto a "capital flight" appartiene al popolo, perché non solo i cittadini perdono di conseguenza fiducia nel mercato e nella moneta, ma vedono diminuire notevolmente il valore nominale dei beni di loro proprietà.

## Possibili conseguenze
Ciò porta ad una scomparsa di ricchezza ed è di solito accompagnato da un forte calo del tasso di cambio del paese colpito (deprezzamento in un regime di tasso di cambio flessibile, o di una svalutazione forzata in un regime di cambio fisso). Questo fenomeno che viene a realizzarsi comporta consecutivamente una riduzione del potere d'acquisto e maggiori costi per quanto riguarda l'importazione dei prodotti.

## Esempi storici
Nell'ultimo quarto del XX secolo, diverse quantità di capitali sono state osservate spostarsi da paesi che offrono bassi o negativi tassi di interesse reale (come la Russia e l'Argentina) a paesi che offrono maggiori tassi di interesse reale (come la Repubblica Popolare Cinese).
Nel 1995 il Fondo Monetario Internazionale (FMI), ha stimato che circa la metà dei debiti pubblici dei paesi più indebitati al mondo appartengono alla sfera 
Alcune "fughe di capitali" si sono verificate sia in Asia che in America Latina negli anni novanta. La Crisi economica argentina fu in parte il risultato di una massiccia fuga di capitali, indotta dal timore che l'Argentina avrebbe registrato un default sul proprio debito estero (la situazione era aggravata dal fatto che l'Argentina ha avuto un tasso di cambio fisso artificialmente basso ed era dipendente ad alti livelli della valuta di riserva).
Un articolo del 2006 sul Washington Post ha dichiarato come molti capitali privati abbiano abbandonato la Francia in risposta alla tassa sulla ricchezza. L'articolo ha anche dichiarato: "Eric Pinchet, autore di una guida fiscale francese, stima che l'imposta sul patrimonio che guadagna il governo ammonta a circa 2,6 miliardi di dollari l'anno, ma è costata al paese più di $ 125 miliardi di fuga di capitali dal 1998. Nel 2008 in un articolo pubblicato dal Global Financial Integrity ha stimato che la fuga di capitali, i cosiddetti flussi finanziari illeciti, che sono fuori dei paesi in via di sviluppo ammontano da circa 850 miliardi di dollari a 1.000 miliardi di dollari l'anno.